# Лахили
Лахили (груз. ლაჰილი) — село в Грузии, на территории Местийского муниципалитета края (мхаре) Самегрело-Верхняя Сванетия.

## География
Село находится в северо-западной части Грузии, на левом берегу реки Ингури, на расстоянии приблизительно 8 километров (по прямой) к юго-западу от посёлка городского типа Местиа, административного центра муниципалитета. Абсолютная высота — 1316 метров над уровнем моря.

## Население
По результатам официальной переписи населения 2014 года в Лахили проживало 6 человек (2 мужчины и 4 женщины). В национальной структуре населения грузины составляли 100 %.
| Год  | Население, человек |
| ---- | ------------------ |
| 2002 | 24                 |
| 2014 | ↘ 6                |